# 복양일
복양 일(濮陽逸, ? ~ ?)은 후한 말기 ~ 동오의 관료로, 진류군 사람이다.

## 행적
후한 말기에 전란을 피하여 강동으로 이주하였고, 동오에서 관직이 장사태수에 이르렀다. 아들 복양흥은 승상을 지냈다.

## 일화
강동으로 이주한 복양일은 몹시 곤궁하게 지냈으나 높은 뜻을 품었다. 육모는 복양일을 비롯하여 그와 같은 처지였던 진융(陳融)·장찬(蔣纂)·원적(袁迪)에게 자신의 물건을 나누어주어 함께 동고동락하였다.

## 출전
- 진수, 《삼국지》 권57 오서12 우육장낙육오주전·권64 오서19 제갈등이손복양전